# Giuseppe Macrì
Giuseppe Macrì (Prato, 20 ottobre 1958 – Prato, 14 agosto 2025) è stato un judoka italiano.

## Biografia
Iniziò a praticare judo all'età di diciassette anni presso la palestra di arti marziali, Pol. Zenith, nella sua città natale, Prato. Il suo primo maestro fu Alberto Bonistalli.
Ai campionati Europei Master collezionò due argenti nel 2003 e nel 2012 e due bronzi nel 2004 e nel 2008.
Ai campionati Mondiali Master vinse un argento nel 2002 ed un bronzo nel 2005.